# A cena da me
A cena da me è un programma televisivo italiano di genere cooking show, in onda nel preserale di LA7 dal 23 maggio al 15 luglio 2016 dal lunedì al venerdì alle 19:00, con repliche in seconda serata.
La voce narrante del programma è quella di Francesco Prando.

## Il programma
Il programma, basato sul fortunato format inglese Come Dine with Me in onda su Channel 4, prevede la partecipazione ogni settimana di cinque concorrenti che si sfidano a colpi di menù. Ciascuno di loro, ha la possibilità di invitare a casa propria per una sera gli altri quattro e preparare una cena completa, dall'antipasto al dolce. 
Gli ospiti saranno chiamati ad esprimere un giudizio, attraverso un voto segreto, che tenga conto di tre aspetti: la bontà del cibo, lo stile e la capacità di intrattenimento del padrone di casa. Ogni concorrente dovrà dare il massimo per essere incoronato, durante la puntata del venerdì, quale miglior padrone di casa della settimana.
il format britannico di cui sono state già realizzate 33 edizioni in madrepatria e che è stato già esportato in 36 Paesi del mondo, dalla Turchia all'Israele, dall'India al Sud Africa, oltre che in Nord Europa e in America, dal Nord al Sud.

## Edizioni
| Edizione | Inizio         | Fine           | Telespettatori | Share | Puntate |
| -------- | -------------- | -------------- | -------------- | ----- | ------- |
| 1ª       | 23 maggio 2016 | 15 luglio 2016 | 172.000        | 1,21% | 39      |

## Concorrenti

### Prima e unica edizione (2016)
| Settimana | Concorrenti | Concorrenti | Concorrenti | Concorrenti | Concorrenti | Vincitore |
| --------- | ----------- | ----------- | ----------- | ----------- | ----------- | --------- |
| Prima     | Alessandra  | Francesca   | Tullio      | Ilaria      | Romano      | Tullio    |
| Seconda   | Leonardo    | Jano        | Giovanna    | Corrado     | Sabina      | Giovanna  |
| Terza     | Gianna      | Adrian      | Giulia      | Sabrina     | Tommaso     | Tommaso   |
| Quarta    | Andrea      | Marta       | Cyro        | Alessia     | Antonio     | Marta     |
| Quinta    | Mariella    | Giada       | Carlo       | Michel      | Antonella   | Carlo     |
| Sesta     | Tiziana     | Giacomo     | Giusy       | Natascia    | Cesare      | Giacomo   |
| Settima   | Sara        | Antonello   | Philippe    | Francesca   | Adriano     | Francesca |
| Ottava    | Monica      | Virginia    | Luca        | Nicoletta   | Daniel      | Luca      |

## Ascolti

### Prima e unica edizione (2016)
| Puntata | Messa in onda  | Telespettatori | Share | Fonte |
| ------- | -------------- | -------------- | ----- | ----- |
| 1       | 23 maggio 2016 | 223.000        | 1,33% |       |
| 2       | 24 maggio 2016 | 140.000        | 0,93% |       |
| 3       | 25 maggio 2016 | 161.000        | 1,11% |       |
| 4       | 26 maggio 2016 | 118.000        | 0,83% |       |
| 5       | 27 maggio 2016 | 159.000        | 1,16% |       |
| 6       | 30 maggio 2016 | 179.000        | 1,13% |       |
| 7       | 31 maggio 2016 | 178.000        | 1,17% |       |
| 8       | 1º giugno 2016 | 120.000        | 0,83% |       |
| 9       | 2 giugno 2016  | 198.000        | 1,26% |       |
| 10      | 3 giugno 2016  | 225.000        | 1,56% |       |
| 11      | 6 giugno 2016  | 157.000        | 1,09% |       |
| 12      | 7 giugno 2016  | 139.000        | 0,96% |       |
| 13      | 8 giugno 2016  | 157.000        | 1,04% |       |
| 14      | 9 giugno 2016  | 195.000        | 1,22% |       |
| 15      | 10 giugno 2016 | 146.000        | 0,95% |       |
| 16      | 13 giugno 2016 | 210.000        | 1,32% |       |
| 17      | 14 giugno 2016 | 189.000        | 1,22% |       |
| 18      | 15 giugno 2016 | 161.000        | 1,09% |       |
| 19      | 16 giugno 2016 | 139.000        | 0,88% |       |
| 20      | 17 giugno 2016 | 152.000        | 1,04% |       |
| 21      | 20 giugno 2016 | 270.000        | 1,89% |       |
| 22      | 21 giugno 2016 | 141.000        | 0,99% |       |
| 23      | 22 giugno 2016 | 165.000        | 1,16% |       |
| 24      | 23 giugno 2016 | 191.000        | 1,37% |       |
| 25      | 24 giugno 2016 | 234.000        | 1,79% |       |
| 26      | 27 giugno 2016 | 115.000        | 0,46% |       |
| 27      | 28 giugno 2016 | 154.000        | 1,22% |       |
| 28      | 29 giugno 2016 | 177.000        | 1,36% |       |
| 29      | 30 giugno 2016 | 164.000        | 1,24% |       |
| 30      | 1º luglio 2016 | 155.000        | 1,26% |       |
| 31      | 4 luglio 2016  | 190.000        | 1,43% |       |
| 32      | 5 luglio 2016  | 223.000        | 1,78% |       |
| 33      | 6 luglio 2016  | 155.000        | 1,28% |       |
| 34      | 7 luglio 2016  | 158.000        | 1,32% |       |
| 35      | 8 luglio 2016  | 159.000        | 1,33% |       |
| 36      | 11 luglio 2016 | 203.000        | 1,59% |       |
| 37      | 13 luglio 2016 | 118.000        | 0,88% |       |
| 38      | 14 luglio 2016 | 202.000        | 1,55% |       |
| 39      | 15 luglio 2016 | [ 3 ]          | [ 3 ] |       |
| Media   | Media          | 172.000        | 1,21% | 1,21% |